# Medicina tradicional coreana

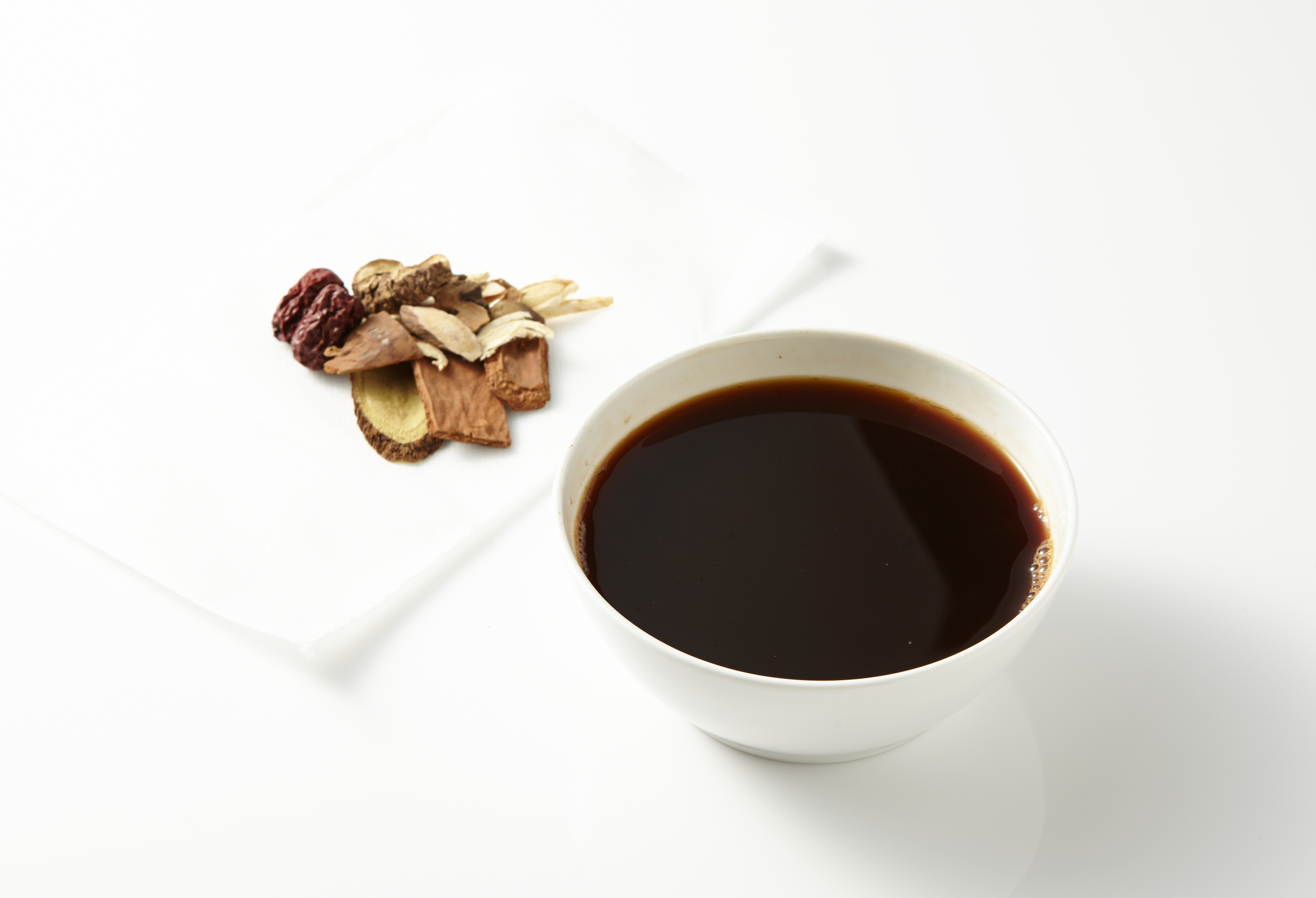
Hanyak

La medicina tradicional coreana, se refiere al campo de la medicina tradicional desarrollada y practicada en Corea. Sus técnicas en el tratamiento y diagnóstico de influencia y son influenciados por los tratamientos similares en la medicina tradicional china.

## Historia
Medicina coreana se originó en los tiempos antiguos y prehistóricos y se remonta hasta el año 3000 aC, cuando se encontraron agujas de piedra y hueso en la provincia de Hamgyŏng del Norte, ahora en la actual Corea del Norte. Este es el más antiguo dato arqueológico que se ha encontrado de práctica asociada con la acupuntura. En Gojoseon, donde se registra el mito fundador de Corea, hay una historia de un tigre y un oso que quería reencarnarse en forma humana y que se comió el ajenjo y el ajo. En Jewang Ungi (제왕운기), que fue escrito en la época de Samguk Yusa, el ajenjo y el ajo son descritos como "medicina comestible", demostrando que, incluso en tiempos en que la medicina por encantamiento era la corriente principal, las hierbas medicinales fueron dadas como agentes de curación en Corea. Por otra parte, el hecho de que el ajenjo y el ajo no se encuentran en la antigua herbolaria china muestra que la medicina tradicional coreana desarrolló prácticas únicas, o los heredó de otras culturas.
En el período de los Tres Reinos, la medicina tradicional coreana estaba siendo influenciado por otros medicamentos tradicionales como la Medicina China. En la dinastía Goryeo, con la influencia de otros como la medicina china, una intensa investigación de hierbas nacionales se llevó a cabo, y el resultado fue la publicación de numerosos libros sobre hierbas domésticas. Las teorías médicas en este momento se basaron en la medicina de la Dinastía Song y Dinastía Yuan, pero las recetas se basan en la medicina del periodo de la Silla Unificada como los textos médicos Recetas de Primeros Auxilios a base de productos nacionales o "Hyangyak Gugeupbang (향약 구급방), que fue publicado en 1245.
La medicina floreció en el período de la Dinastía Joseon Un libro llamado "la colección clasificada de Recetas Médicas" (医方类聚, 의방 유취) también fue memorable. Este trabajo fue escrito por Kim Ye-mong (金礼蒙, 김예몽) y otros médicos oficiales de Corea en 1443-45. Recoge más de cincuenta mil recetas de ciento cincuenta y dos trabajos médicos de la antigua China antes del siglo XV. También recoge las recetas de un libro de medicina coreana "las recetas concisas de Médicos Royal" (御医撮要方, 어의 촬 요방) que fue escrito por Choi Chong-jun (崔宗峻, 최종준) en 1226. El libro "La colección clasificada de prescripciones médicas" Tiene muy importante valor para la investigación, ya que mantiene el contenido de muchos libros antiguos médicos chinos que se habían perdido durante mucho tiempo.
Después de esto, se han publicado muchos libros sobre especialidades médicas. Hay tres médicos de la Dinastía Joseon (1392-1910), que generalmente se acreditan con el desarrollo de la medicina tradicional coreana. Son Heo Jun, Saam y Lee Je-ma. Después de la invasión japonesa en 1592, Dongui Bogam (동의보감) fue escrito por Heo Jun, el primero de los grandes médicos. Este trabajo integró la conocida medicina coreana y china de su tiempo y fue muy influyente a la medicina china, japonesa y vietnamita en ese momento.
El siguiente mayor influencia a la Medicina Tradicional Coreana está relacionado con la tipología Sasang (사상 의학). Lee Je-ma y su libro, "El director de la Preservación de la Vida en Medicina Oriental" (东医寿世保元, 동의 수세 보원) Metabolismo teoría sistemática Teoría. Lee Je-ma se dio cuenta de que, incluso si los pacientes sufren la misma enfermedad, los pacientes necesitan usar diferentes aplicaciones a base de hierbas para tratar la misma enfermedad debido a los diferentes metabolismos de las personas. La tipología Sasang  (사상 의학) se centra en las diferencias individuales de los pacientes sobre la base en una reacción diferente a la enfermedad. Tratar la enfermedad por el tratamiento de la causa a través de un diagnóstico adecuado. La clave de este diagnóstico es determinar primero el órgano interno o escribe el metabolismo de cada paciente
La próxima persona reconocida es Saam, el sacerdote-médico que se cree que vivió durante el siglo XVI. Aunque queda mucho por conocer acerca de Saam, incluyendo su verdadero nombre y fecha de nacimiento, se hace constar que estudió con el famoso monje Samyang. Él desarrolló un sistema de la acupuntura que utiliza la teoría de los cinco elementos.
A finales de la dinastía Joseon, el positivismo fue generalizado. La evidencia clínica se utiliza más comúnmente como la base para el estudio de la enfermedad y el desarrollo de curas. Los estudiosos que se había alejado de la política se dedicaron a tratar enfermedades y, en consecuencia, se establecieron nuevas escuelas de medicina tradicional. Se publicaron libros sencillos sobre la medicina para la gente común. A principios del siglo XIX, la tipología de Sasang (사상 의학) fue escrito por Lee Je-ma, el tercer médico histórico que desarrolló gran parte de la medicina tradicional coreana. Lee clasifica los seres humanos en cuatro tipos principales, basados en la emoción que dominaba su personalidad y los tratamientos desarrollados para cada tipo. Los cuatro tipos son Tae-Yang (태양, 太阳 ) o "mayor yang", So-Yang (소양, 小阳 ) o "menor yang", Tae-Eum (태음, 太阴 ) o "mayor yin" y So-Eum (소음, 小阴 ) o "yin menor".

## Aplicaciones actuales
Con el aumento en el número de inmigrantes coreanos que vienen a los Estados Unidos en los últimos años se ha convertido en importante para la medicina moderna para entender estas técnicas tradicionales de curación y la forma en que son utilizados por la comunidad coreana. Los estudios han demostrado que por lo menos la mitad de los inmigrantes coreanos que viven en los Estados Unidos practican alguna forma de medicina tradicional, al menos parte del tiempo, a menudo simultáneamente con técnicas occidentales. Se ha especulado que el uso continuado de las técnicas tradicionales, tiene mucho que ver con la falta de familiaridad con las costumbres occidentales, entre los nuevos inmigrantes, pero la evidencia ha demostrado que el uso de las técnicas tradicionales a menudo se continuó entre segunda y tercera generación de inmigrantes coreanos. Se ha sugerido que esto es debido a una diferencia cultural en enfoques medicinales que gira en torno a tratar a un individuo entero, en lugar de un aspecto de ellos o simplemente su enfermedad. Muchos inmigrantes coreanos han hablado en términos similares, y han sugerido que no es sólo los médicos estadounidenses en sí, sino la forma en que tratan a sus pacientes que es "distante" y "desconectados" de la base espiritual del cuerpo humano. El análisis estadístico de experimentos con los remedios más tradicionales, incluidos los suplementos a base de hierbas y la acupuntura han encontrado que el estado mental de un paciente es más relajado y su bienestar emocional mejora a menudo después de ser tratados con remedios más tradicionales en lugar de con fármacos occidentales, en cuyo caso una cierta disminución en la salud mental y la estabilidad emocional se ha visto. Las instalaciones médicas que se especializan en la atención geriátrica han reportado éxito con el uso de la medicina tradicional coreana no sólo en sus pacientes coreanos, sino también entre americanos caucásicos. Ha quedado claro para muchos en la profesión médica en los Estados Unidos que, a fin de promover el bienestar de sus pacientes coreanos, así como sus pacientes de edad avanzada "nuevas" técnicas que implican el uso de métodos tradicionales de Corea podría no sólo ser el preferido por su pacientes, pero necesarios para la salud continua (Kim et. al 109-119).

## Los métodos de tratamiento en general
Hierbas medicinales
Herboristería es el estudio y la práctica de la utilización de material vegetal con fines de alimentación, la medicina o la salud. Pueden ser flores, plantas, arbustos, árboles, musgos, líquenes, helechos, algas, algas u hongos. La planta puede ser utilizado en su totalidad o con partes específicas que se utilizan. En cada sistema de cultivo o médicos, hay diferentes tipos de profesionales de hierbas: profesionales y laicos herboristas, recolectores de plantas, y los responsables de la medicina.
Las hierbas medicinales pueden presentarse en muchas formas, como frescas, secas, enteras o picadas. Las hierbas se pueden preparar en infusión cuando una hierba se sumerge en un líquido o decocida que es cuando una hierba se cuece en agua a fuego lento durante un cierto período de tiempo. Algunos ejemplos de infusión son la manzanilla o menta, el uso de flores, hojas y hierbas en polvo.  Las hierbas frescas y secas pueden ser teñidas donde las hierbas se mantienen en un alcohol o convertidos en extractos donde está contenido en un extracto de vinagre. Ellos pueden ser conservados como jarabes como gliceritas en glicerina vegetal, o poner en la miel conocida como mielados. Ambos tienen un sabor dulce y la falta de alcohol podría ser una elección más adecuada para los niños. Hierbas secas en polvo y congeladas se pueden encontrar en granel, comprimidos, pastillas, pastas y cápsulas. Extractos fluidos y con un concentrado fuerte tienden a trabajar más rápidamente para encontrar un resultado más rápido.
Usos a base de hierbas no-orales consisten en cremas, baños, aceites, ungüentos, geles, aguas destiladas, lavados, cataplasmas, compresas, rapés, vapores, humo inhalado y aromáticos aceites volátiles.
Muchos herbolarios consideran que el uso de la participación directa del paciente en su propio proceso de curación y pueden proporcionar a los pacientes atención intelectual, emocional, físico y espiritual con el proceso tan crítico. Todos los métodos se entregan de manera diferente en función de las tradiciones de hierbas de la zona. La naturaleza no es necesariamente segura, especial atención se debe utilizar al calificar la calidad, decidiendo una dosis, dándose cuenta de los posibles efectos y las interacciones con los medicamentos a base de plantas (Micozzi 164-167).
Un ejemplo de la medicina herbal es el uso de hongos medicinales como alimento y como un té. Clínica, animales, y de investigación celular ha demostrado setas pueden ser capaces de un máximo de regular aspectos del sistema inmune. Un hongo notable utilizado en la medicina coreana es Phellinus linteus.

## Acupuntura
Ls agujas de acupuntura son un instrumento médico utilizado para curar enfermedades mediante el método de extracción de sangre y la estimulación de ciertos puntos en los seres humanos y animales mediante la inserción de ellos en los puntos de presión específicos del cuerpo. La acupuntura mejora el flujo de la energía vital (también conocida como "Qi") a lo largo de las vías (llamado meridianos). Los puntos de presión pueden ser estimulados a través de una mezcla de métodos que van desde la inserción y la retirada de agujas muy pequeñas o el uso de calor, conocido como la moxibustión. Los puntos de presión también pueden ser estimuladas por láser, masaje y medios eléctricos (Pizzorno 243).
La moxibustión
La moxibustión es una técnica en la que se aplica calor al cuerpo con un palo o un cono que quema la artemisa. La herramienta se coloca sobre la zona afectada sin quemar la piel. El cono o un palo también se pueden colocar sobre un punto de presión para estimular y reforzar la sangre (Ki).
Aromaterapia
La aromaterapia es un método para tratar dolencias corporales que utilizan aceites esenciales de plantas (Micozzi Marc S., Chambers Diccionario 1988). Las raíces, cortezas, tallos, flores, hojas, o se pueden aplicar al cuerpo a través de masaje con un aceite vegetal. Los aceites también pueden ser inhalados, utilizados como una compresa, mezclados con ungüento, o insertados internamente a través del recto, la vagina o la boca (Hoffman 207-212).
Meditación
La meditación es una práctica autodirigida con el fin de relajarse y calmar la mente y el cuerpo. Se ha sabido que calmar la mente, reduce el dolor y ayuda a disminuir la presión arterial y la ansiedad. Los métodos incluyen concentrarse en una sola palabra o pensamiento durante un período específico de tiempo. Algunos se centran en la experiencia física, como la respiración o un sonido o mantra, pero todos tienen un objetivo común de aquietar la mente de modo de que uno de los focos puede ser dirigida hacia el interior (Rodgers 293).
Educación
El gobierno coreano decidió crear una escuela nacional de la medicina tradicional coreana para establecer su tesoro nacional sobre la base sólida tras el cierre de la primera institución educativa moderna (la escuela de medicina Dong-Je) cientos de años atrás por la invasión japonesa. En 2008, la Escuela de Medicina de Corea se estableció dentro de la Universidad Nacional de Pusan con 50 estudiantes de grado, y se trasladó a la escuela médica Yangsan. El nuevo Hospital y el Centro de Investigación Médica de Corea para los estudios clínicos están en construcción. En comparación con los colegios comunes privados tradicionales de medicina de pregrado  (2 - 4 años), este es una escuela de posgrado especial de (4 +4).